# Mississippi County (Arkansas)
Mississippi County is een county in de Amerikaanse staat Arkansas.
De county heeft een landoppervlakte van 2.326 km² en telt 51.979 inwoners (volkstelling 2000). De hoofdplaats is Blytheville.